# Wereldkampioenschappen badminton 2019
De 25ste wereldkampioenschappen badminton werden in 2019 van 19 tot en met 25 augustus gehouden in de Zwitserse stad Bazel. Het badmintontoernooi werd georganiseerd door de Wereld Badminton Federatie (BWF).
Er wordt gestreden om vijf titels, te weten:
- Mannen enkelspel
- Vrouwen enkelspel
- Mannen dubbelspel
- Vrouwen dubbelspel
- Gemengd dubbelspel

## Medailles
| Onderdeel          | Goud                           | Zilver                                         | Brons                               |
| ------------------ | ------------------------------ | ---------------------------------------------- | ----------------------------------- |
| Mannen enkelspel   | Kento Momota                   | Anders Antonsen                                | B. Sai Praneeth                     |
| Mannen enkelspel   | Kento Momota                   | Anders Antonsen                                | Kantaphon Wangcharoen               |
| Vrouwen enkelspel  | P. V. Sindhu                   | Nozomi Okuhara                                 | Chen Yufei                          |
| Vrouwen enkelspel  | P. V. Sindhu                   | Nozomi Okuhara                                 | Ratchanok Intanon                   |
| Mannen dubbelspel  | Mohammad Ahsan Hendra Setiawan | Takuro Hoki Yugo Kobayashi                     | Fajar Alfian Muhammad Rian Ardianto |
| Mannen dubbelspel  | Mohammad Ahsan Hendra Setiawan | Takuro Hoki Yugo Kobayashi                     | Li Junhui Liu Yuchen                |
| Vrouwen dubbelspel | Mayu Matsumoto Wakana Nagahara | Yuki Fukushima Sayaka Hirota                   | Du Yue Li Yinhui                    |
| Vrouwen dubbelspel | Mayu Matsumoto Wakana Nagahara | Yuki Fukushima Sayaka Hirota                   | Greysia Polii Apriani Rahayu        |
| Gemengd dubbelspel | Zheng Siwei Huang Yaqiong      | Dechapol Puavaranukroh Sapsiree Taerattanachai | Yuta Watanabe Arisa Higashino       |
| Gemengd dubbelspel | Zheng Siwei Huang Yaqiong      | Dechapol Puavaranukroh Sapsiree Taerattanachai | Wang Yilyu Huang Dongping           |

### Medailleklassement
| Plaats | Land       | Goud | Zilver | Brons | Totaal |
| 1      | Japan      | 2    | 3      | 1     | 6      |
| 2      | China      | 1    | 0      | 4     | 5      |
| 3      | Indonesië  | 1    | 0      | 2     | 3      |
| 4      | India      | 1    | 0      | 1     | 2      |
| 5      | Thailand   | 0    | 1      | 2     | 3      |
| 6      | Denemarken | 0    | 1      | 0     | 1      |
| Totaal | Totaal     | 5    | 5      | 10    | 20     |